# Logan Paulsen
Logan Sindre Paulsen (* 26. Februar 1987 in Northridge, Kalifornien) ist ein ehemaliger US-amerikanischer American-Football-Spieler auf der Position des Tight Ends. Er spielte in der National Football League (NFL) für die Washington Redskins, die Chicago Bears, die San Francisco 49ers, die Atlanta Falcons und die Houston Texans.

## Frühe Jahre
Paulsen ging auf die Highschool in Los Angeles. Später besuchte er die University of California, Los Angeles.

## NFL

### Washington Redskins
Paulsen wurde im NFL-Draft 2010 nicht berücksichtigt, unterschrieb aber danach einen Vertrag bei den Washington Redskins. Am 3. Spieltag der Saison 2010 debütierte er im Spiel gegen die St. Louis Rams. Am 12. Dezember 2010 erzielte er seinen ersten Touchdown im Spiel gegen die Tampa Bay Buccaneers. Am 16. August 2015 wurde er von den Redskins auf die Injured Reserve List gesetzt. Somit verpasste er die gesamte Saison. Am 3. September 2016 wurde er von den Redskins entlassen.

### Chicago Bears
Am 4. September unterschrieb Paulsen einen Vertrag bei den Chicago Bears. Er spielte in jedem Spiel mit, erhielt jedoch über die gesamte Saison nur drei Passfänge für 15 Yards.

### San Francisco 49ers
Am 9. März 2017 unterschrieb Paulsen einen Vertrag bei den San Francisco 49ers. Er absolvierte 14 Spiele für die 49ers, erhielt jedoch keinen Pass.

### Atlanta Falcons
Am 21. März 2018 unterschrieb er einen Einjahresvertrag bei den Atlanta Falcons. Er bestritt 15 Spiele für die Falcons, davon zehn als Starter. Am 30. August 2019 wurde er im Rahmen der Kaderverkleinerung auf 53 Spieler entlassen.

### Houston Texans
Die Houston Texans nahmen Paulsen am 2. September 2019 unter Vertrag. Er kam allerdings zu keinem Einsatz und wurde am 22. Oktober entlassen.